# 1280년

## 연호
- 원(元) 지원(至元) 17년
- 일본(日本) 고안(弘安) 3년
- 쩐 왕조(陳朝) 티에우바오(紹寶) 2년

## 기년
- 원(元) 세조(世祖) 21년
- 고려(高麗) 충렬왕(忠烈王) 6년
- 쩐 왕조(陳朝) 인종(仁宗) 2년

## 사건
- 원이 일본 정벌을 위하여 서경에 정동행성을 설치하다.
- 여원 연합군이 2차 일본정벌에 실패함.

## 탄생
- 2월 29일 - 모스크바 대공국의 정교회 대주교 바실 칼리카. (~1352년)

### 미상
- 제197대 로마의 교황 교황 베네딕토 12세. (~1342년)